# Société Internationale des Amies et Amis de Montaigne

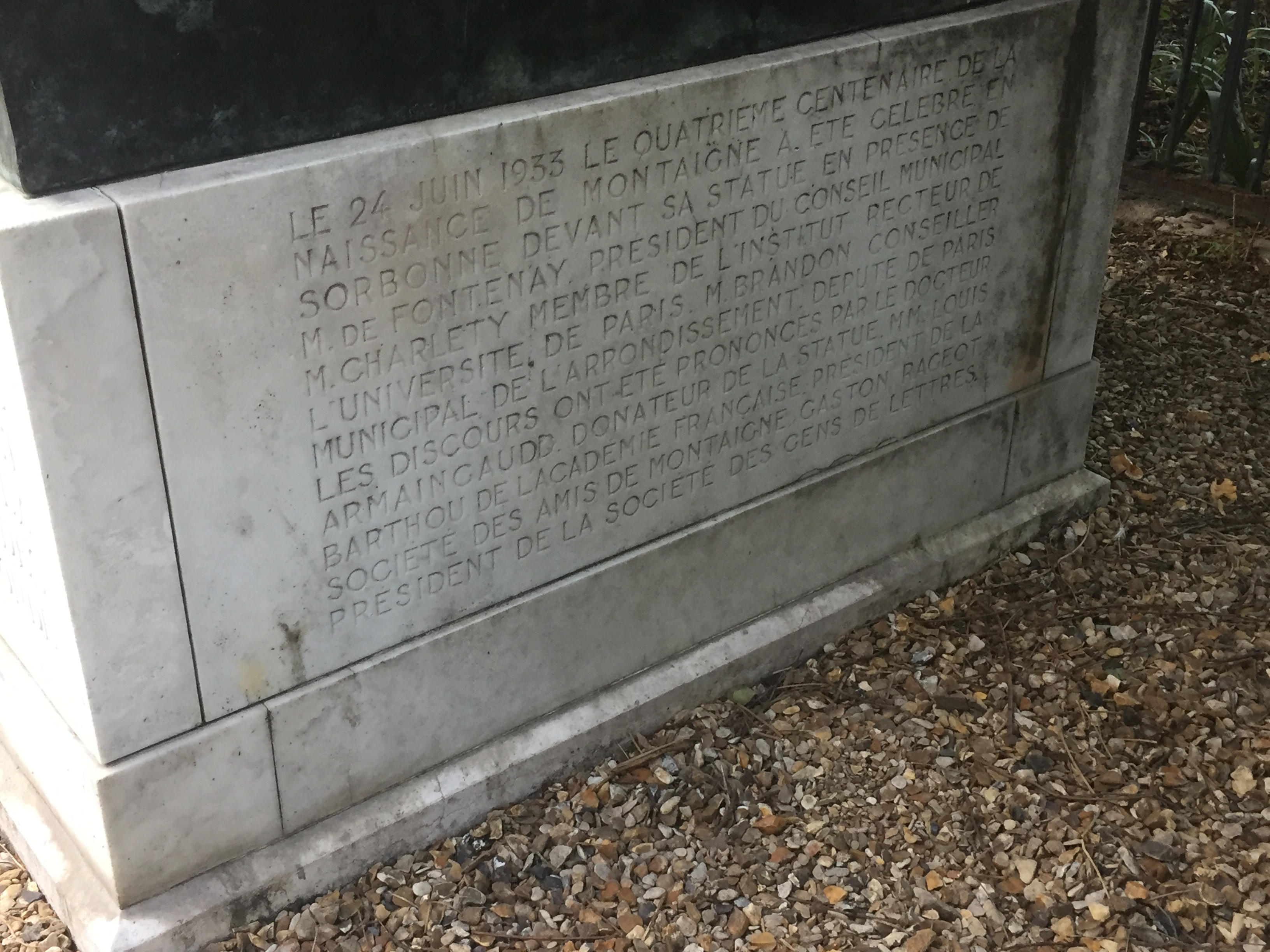
Socle (face droite) de la statue de Montaigne offerte par le Dr Armaingaud

La Société Internationale des Amies et Amis de Montaigne est une société savante française dédiée aux recherches sur l'œuvre de Montaigne

## Objet
La SIAAM est une société savante qui a pour objet « l’étude et la diffusion en France et dans le monde de Montaigne, de son œuvre, de son temps, ainsi que des publications, dont le Bulletin, et toute activité éditoriale se rapportant à son objet ». Ses travaux, recherches et publication de l’association cherchent toujours à équilibrer érudition et amateurisme éclairé. 

## Historique
Initialement dénommée Société des Amis de Montaigne, elle est fondée le 8 juin 1912 à Paris à l’initiative d’Arthur Armaingaud (1842-1935,), médecin qui offrit en 1931 à la Ville de Paris la statue de Montaigne située Rue des Écoles.
À sa création, la SAM est présidée par Anatole France tandis qu’Arthur Armaingaud en est le Secrétaire Général. Après la mort d’Arthur Armaingaud, la SAM connaît un renouveau sous l’impulsion d’Auguste Salles (1860-1941). En 1988 elle devient la Société Internationale des Amis de Montaigne puis Société Internationale des Amies et Amis de Montaigne en 2020.
Regroupant 140 membres environ à sa création, cette société savante voit son nombre de membres croître régulièrement depuis les années 1960 pour atteindre aujourd’hui 300 membres environ.

## Publications et travaux
En 1913, la Société des Amis de Montaigne édite son premier bulletin dénommé Bulletin de la Société des Amis de Montaigne (BSAM).
En novembre 2022, grâce principalement à Dominique Brancher, Blandine Perona et Thierry Gontier, en partenariat avec les Editions Classiques Garnier, la SIAAM réalise la numérisation intégrale de tous les numéros du BSAM parus depuis 1913 (accès au fonds sur adhésion). 
Aujourd’hui elle organise des colloques dont les thématiques sont en lien avec la pensée de Montaigne et elle publie toujours un bulletin semestriel.
Lors des éditions 2021 puis 2022 de l'évènement littéraire et musical de Bar-le-Duc "À sauts et à gambades avec Montaigne", la SIAAM intervient dans le cadre de la programmation (conférence-débat participative sur le thème "Le bien-vivre, Montaigne et moi. Quels remèdes pour des temps troublés ?" puis table-ronde sur le thème "Se monter tout entier et tout nu. Est-ce raisonnable").

## Organisation
La société a été présidée notamment par : Anatole France, Louis Barthou, Jean Charles Marchand, Joseph Bédier, Gabriel Hanotaux, Abel Lefranc, Maurice Rat, J. Binet, Pierre Michel, Robert Aulotte, Madeleine Lazard, Olivier Millet, Jean-Marc Terrasse, Olivier Guerrier, Dominique Brancher. Depuis le 8 janvier 2022, la présidence est assurée par Philippe Desan.
La SIAAM dispose aujourd'hui d’un réseau de correspondants situés en Europe (Allemagne, Belgique, Danemark, Espagne, Grèce, Irlande, Italie, Pays-Bas, Pologne, Roumanie, Royaume-Uni, Suisse), en Amérique (Brésil, Canada et États-Unis), au Japon et en Israël.

## Articles connexes

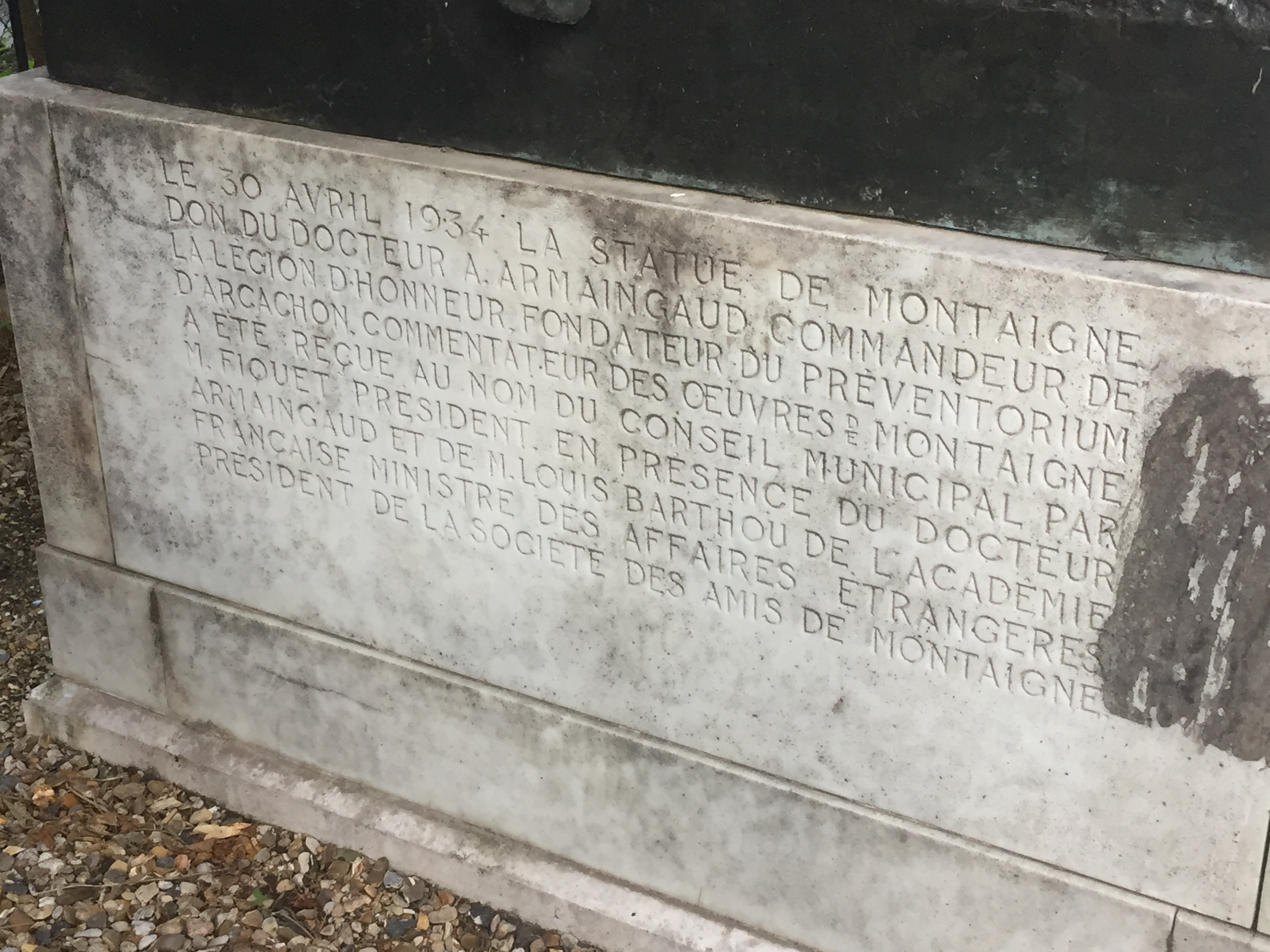
Socle (face gauche) de la statue de Montaigne offerte par le Dr. Armaingaud